# Kraplap

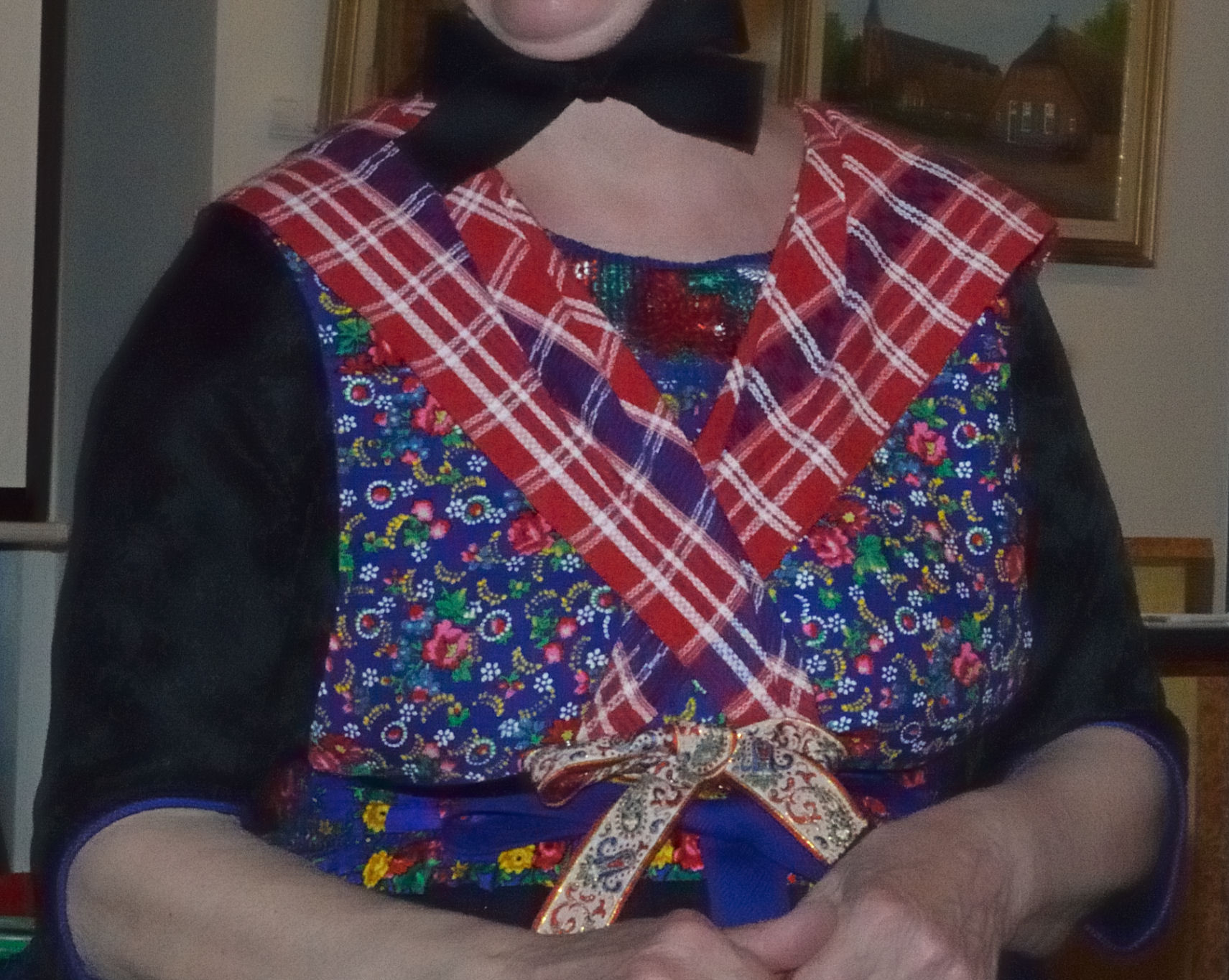
Gebloemde kraplap uit Staphorst, met daarover de omslagdoek.

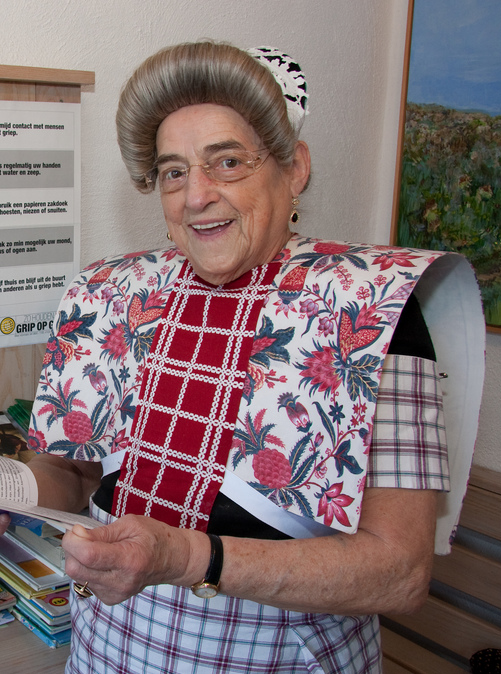
De kraplap is in Spakenburg veel breder geworden met extra stroken die stijf boven de schouders uitsteken.

Een kraplap of kroplap is de benaming voor een onderdeel van sommige Nederlandse klederdrachten. De kraplap is ontstaan uit onderkleding, waarbij deze het decolleté van de vrouw bedekte. In het Fries wordt de kraplap onderst genoemd.
In de Staphorster klederdracht is de kraplap het meest eenvoudig, een vierkante lap die loopt van onder de hals tot aan het middel. De kleuren van het kledingstuk spreken boekdelen: Normaal is het zwart, bewerkt met bloemetjes van bontgekleurd stipwerk (rood, geel, groen, blauw, wit). Als een vrouw in de rouw is, wordt een zwarte kraplap met blauwe en witte bloemetjes gedragen (soms ook helemaal zwart). De geruite omslagdoek, die over de kraplap wordt gedragen, is dan blauw in plaats van rood.
De kraplap van de klederdracht van Bunschoten/Spakenburg zoals die op markten in palinghandels nog regelmatig te zien is, spreekt waarschijnlijk het meest tot de verbeelding, omdat deze breed uitloopt over de schouders.
De kraplap van de klederdracht van Urk wordt door de draagsters zelf voorzien van kleurrijk borduurwerk.
In Zeeland wordt de kraplap doorgaans beuk genoemd.

## Geschiedenis

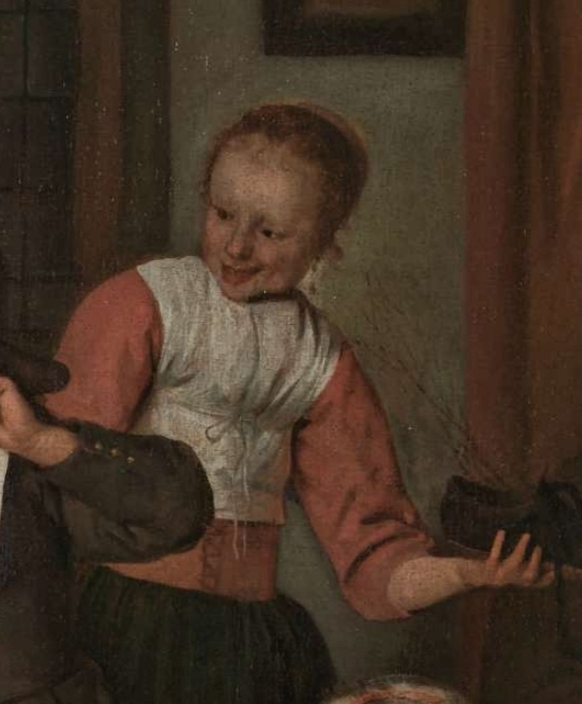
Detail van het schilderij Het Sint-Nicolaasfeest van Jan Steen.

De kraplap is ontstaan uit het modebeeld uit de 17e eeuw. Op een schilderij van Jan Steen draagt een meisje een vroege vorm van de kraplap. 